# Storjordkrypare
Storjordkrypare (Geophilidae) är en familj av enkelfotingarnas klass bland tusenfotingarna med cirka 140 släkten.
Till Storjordkrypare hör mycket smala och långsträckta, vanligen blekgula eller roströda ögonlösa enkelfotingar med 14-ledade antenner och upp till 173 benpar. Arterna lever i fuktig jord, under stenar eller i det fuktiga muddret av gamla trästubbar. Blir de oroade och framtagna i dagsljuset brukar de slingra ihop sin ytterst böjliga kropp i knutformade slingor. Honorna sitter hopslingrade kring en liten klump med sammanklibbade ägg och bevakar de späda, nykläckta ungarna, som från början är utrustade med fullt antal benpar.
Vissa arter lever vid vattenbrynet på havsstränder, där de ofta översköljs av vatten. Enligt några iakttagelser kan de leva nedsänkta i havsvatten i 12 till 17 timmar och i sötvatten till och med 6 till 10 dagar. Några arter (i Sverige Linnés jordkrypare, Geophilus electricus) utsänder ett starkt, fosforescent ljus som lysmasken. Det tycks bero på något på kroppsytan avsöndrat ämne, eftersom djuret lämnar en lysande strimma på underlaget som det rör sig på.

## Förekomst i Sverige
I Sverige förekommer tre släkten: Geophilus, Tuoba och Pachymerium med 8 kända arter. I synnerhet skogsjordkrypare (Geophilus proximus) är allmän över hela landet, med en kroppslängd av omkring 35 mm. Lite mindre allmän är den omkring 40 mm långa och 1,5 mm breda långhornskryparen (G. flavus) med blekgul kroppsfärg.